# Geografías
Geografías es un libro de poesía y cuentos del escritor uruguayo Mario Benedetti, publicado por primera vez en 1984. Su publicación fue simultánea en España, Nicaragua, México y Argentina por la editorial Alfaguara.

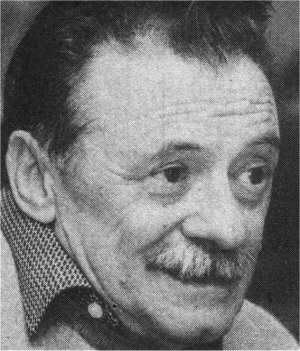
Mario Benedetti en 1983, un año antes de la publicación de Geografías.

Posteriormente, también ha sido publicado por editoriales como Seix Barral, Planeta, Nueva Imagen o Editorial Sudamericana, entre otras.

## Argumento
Benedetti escribió este libro íntegramente durante su exilio español. A través de la memoria, reconstruye en este libro aquellos espacios abandonados con cierto halo de esperanza por recuperarlos.
El autor muestra una experiencia personal y colectiva por medio de una narración y unos personajes que mezclan lugares, amores, voces y pasiones.
El escritor uruguayo recrea en este libro la vida de los personajes en el exilio. Estos inventan un juego para capturar momentos y detalles del espacio anterior por medio de geografías físicas y metafóricas. Este juego es una manera de sobrevivir al desarraigo y a la veleidad que conlleva el exilio, un intento de recuperar lo que va diluyéndose.
Tanto el contexto histórico como el psicológico son cruciales en la narración, no solo cuando habla del lugar que se deja atrás, sino también cuando habla del lugar al que se ha exiliado. 
Los procesos de la memoria, así como la distancia geográfica y temporal alteran la percepción de todos aquellos espacios pasados.
El personaje de Delia es muy importante, puesto que interviene en el relato posicionándose en el mismo nivel del narrador y ejerce como intermediario entre este y el lector.
<<La ciudad, en el Benedetti del exilio, es una parte de sí mismo. Pero no solo una ciudad hecha de espacios y objetos, sino que de ella forman parte también los seres humanos que la habitan.>> 
La calle es el componente espacial de la ciudad que, en la poesía de Benedetti, se convierte en la protagonista de la misma y en la portadora de significado urbano por antonomasia.
En definitiva, Geografías es un libro de cuentos encuadrados en los límites espaciales que sugiere el exilio. Desde los espacios nuevos y ajenos, el proceso selectivo de la memoria de los personajes y del narrador procura la reconstrucción de aquellos espacios conocidos.

## Estructura
Geografías reúne catorce cuentos, los cuales comienzan con un poema. Cada cuento y cada poema están agrupados bajo el amparo de un epígrafe geográfico. Es decir, el libro combina dos géneros: cuento y poesía.

## Cuentos y poemas
Estos son los nombres de los capítulos, con sus correspondientes catorce cuentos y poemas que conforman la obra:

### Erosiones
- Eso dicen (poema)
- Geografías (cuento)

### Finisterre
- Ay del sueño (poema)
- En cenizas derribado (cuento)

### Meridianos
- Patria es humanidad (poema)
- Como Greenwich (cuento)

### Litoral
- El silencio del mar (poema)
- Verde y sin Paula (cuento)

### Regiones
- Los cinco (poema)
- De puro distraído (cuento)

### Enclave
- Ceremonias (poema)
- Más o menos custodio (cuento)

### Migraciones
- Comarca extraña (poema)
- Balada (cuento)

### Humus
- Finta (poema)
- Jules y Jim (cuento)

### Ciénagas
- Desaparecidos (poema)
- Firmó doscientas mil (cuento)

### Nadir
- Sin tierra sin cielo (poema)
- Fábula con Papa (cuento)

### Glaciares
- No lo harás en vano (poema)
- Escrito en Überlingen (cuento)

### Atmósfera
- Nivel de vuelo 350 (poema)
- El reino de los cielos (cuento)

### Cauce
- Quiero creer que estoy volviendo (poema)
- No era rocío (cuento)

### Estaciones
- La buena tiniebla (poema)
- Puentes como liebres (cuento)

## Temas
Los temas principales del relato son el exilio y la memoria. Ambos suponen una esencia dinámica y cambiante. 
El exilio simboliza el desarraigo impuesto y autoimpuesto por motivos diversos. La memoria intenta reconstruir los espacios amados para así poder establecer de nuevo puntos de conexión. 
El texto se construye desde la reflexión sobre la emigración forzosa, la represión, la violencia, las ausencias, la familia, las amistades y el continuo afán por no convertirse en víctima del olvido.
En los poemas son especialmente importantes los balcones, el ruido de las bocinas y los árboles, que simbolizan a su Montevideo del recuerdo.
El relato se encuentra enmarcado por matices de actitudes psicológicas y problemáticas sociales, así como por la lucha incesante antirrepresión y anticensura que llevan a cabo los que se quedaron. Asimismo, se tratan temas como el plebiscito, la crisis, el desempleo, la creciente actividad teatral o los cantantes populares.
En muchos momentos de la narración, Benedetti emplea el humor, el cual hace contraste con el sufrimiento latente.